# Sierpc

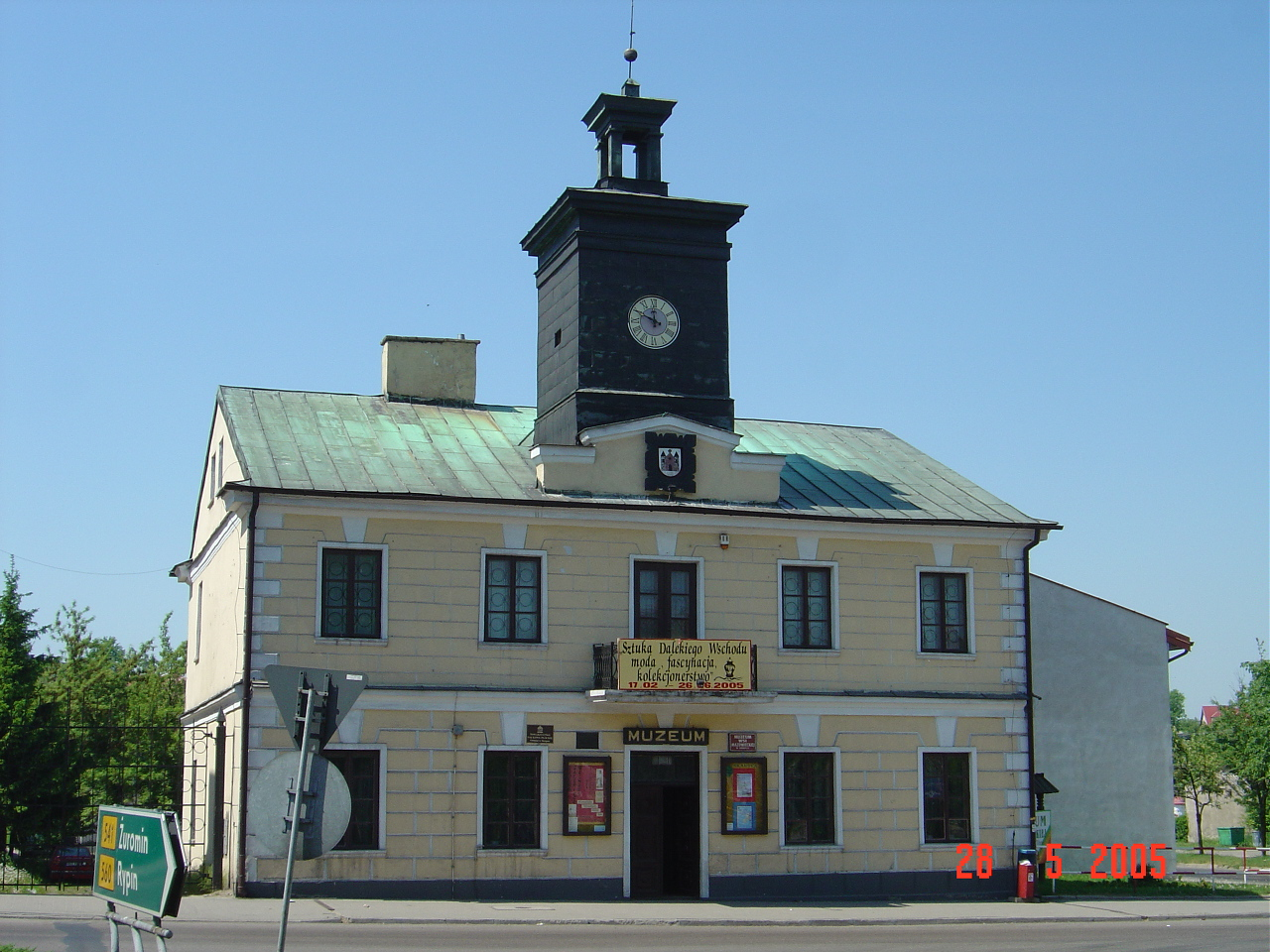
Rathaus in Sierpc

Sierpc (deutsch: 1939 bis 1941 Schirps, 1941 bis 1945 Sichelberg; jiddisch: Sheps, deutsch im Mittelalter: Scheps) ist eine Stadtgemeinde (gmina miejska) mit etwa 18.700 Einwohnern in der Woiwodschaft Masowien in Polen. Sie ist Verwaltungssitz der umliegenden Landgemeinde Sierpc und Kreisstadt des Powiat Sierpecki.

## Geographie
Sierpc liegt auf einer Höhe von etwa 117 Metern über dem Meeresspiegel. Nord- und südwestlich von Sierpc befindet sich ein größeres Waldgebiet in der sonst durch den Ackerbau geprägten Landschaft Mittelpolens. Das Stadtgebiet dehnt sich auf einer Fläche von 18,6 km². Der kleine Fluss Sierpienica fließt von Ost nach West durch die Stadt und mündet dann in die Rechte Skrwa (Skrwa Prawa).
Sierpc befindet sich auf halbem Weg zwischen dem 125 Kilometer in südöstlicher Richtung entfernten Warschau und dem in 110 Kilometer in nordwestlicher Richtung liegenden Bydgoszcz. In der näheren Umgebung liegt die Stadt Włocławek, etwa 45 Kilometer südwestlich von Sierpc.

## Verkehr
Im Bahnhof der Stadt kreuzt sich die Bahnstrecke Kutno–Brodnica mit der Bahnstrecke Nasielsk–Toruń.

## Söhne und Töchter der Stadt
- Abraham Neumann (1873–1942), polnischer Maler
- Tadeusz Paciorkiewicz (1916–1998), Komponist und Musikpädagoge
- Jerzy Adamski (1937–2002), Federgewicht-Boxer
- Peter Reisch (1943–1962), Todesopfer an der innerdeutschen Grenze
- Piotr Jarecki (* 1955), polnischer Geistlicher
- Michał Cieślak (* 1968), Ruderer
- Andrzej Jacek Nowakowski (* 1971), Politiker, Stadtpräsident Płocks
- Zbigniew Girzyński (* 1973), polnischer Historiker und Politiker